# 잉글랜드와 웨일스의 로마 가톨릭교회

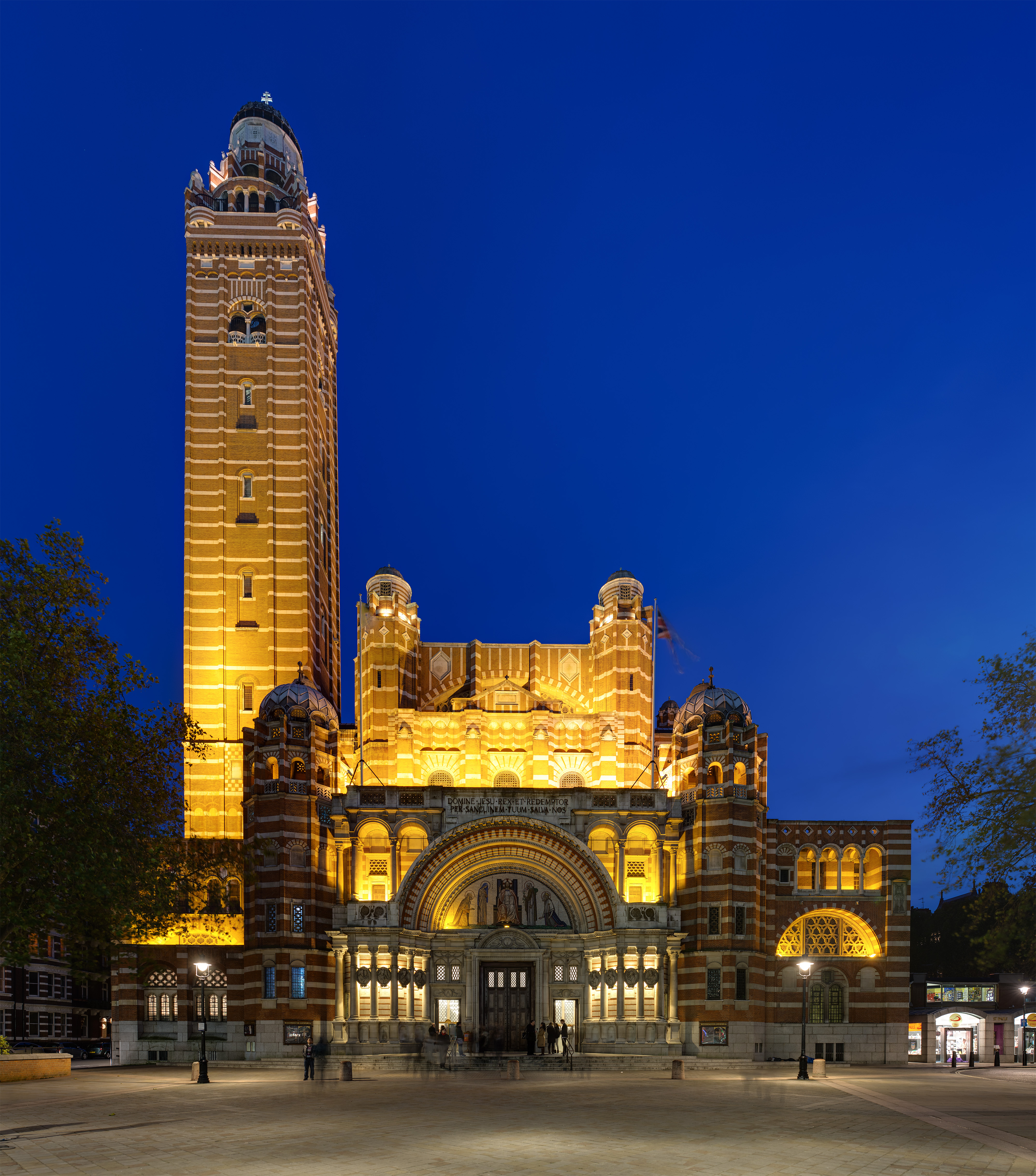

이 문서는 잉글랜드 웨일스의 로마 가톨릭교회 문서이다. 가톨릭 그리스도교회가 지금의 잉글랜드 웨일스에 전해진 것은 서력 597년경, 켄트 왕국과 로마 사이에 친교 관계가 수립됨으로써 교황의 지시에 따라 캔터베리의 아우구스티노를 필두로 베네딕토회에서 선교사들을 파견한 것이 시초이다.

## 잉글랜드 종교개혁
‘그레고리오 선교’라는 이름으로 알려진 교황의 대대적인 선교 정책의 결과, 잉글랜드에는 수천 년 가까이 로마 가톨릭교회가 굳건히 국교로서 자리 잡게 되었다. 그러나 1534년 국왕 헨리 8세의 치세 중에 Ecclasia Anglicana(라틴어:잉글랜드의 교회) 곧 국민국가주의에 기반을 둔 수장령을 발표하여, 잉글랜드 교회는 교황좌를 필두로 한 로마 가톨릭교회에서 분리되고 말았다. 에드워드 6세 치세인 1549년에 토머스 크랜머 캔터베리 대주교가 모국어인 영어로써 쓴 전례문서인 《공동기도서》(Book of common Prayer)를 펴내는 등 개신교적인 종교개혁을 하였으며, 메리 1세 치세의 가톨릭 반동을 거쳐, 엘리자베스 1세 치세에 개신교와 로마 가톨릭 사이의 중용(Via Media)적인 종교개혁을 하였다. 이러한 종교개혁으로써 잉글랜드 성공회가 형성하였으며, 현재는 독립적이고 자주적인 관구교회들이 상통하는 세계성공회공동체를 형성하였다.
성공회 신자가 되기를 거부한 대부분의 성직자들과 신자들은 박해를 피해 지하로 숨어들어, 근근이 교회의 명맥을 이어나갔다. 잉글랜드 가톨릭교회의 지하 활동은 1832년 가톨릭교도 해방령이 시행되기 전까지 지속되었다. 1850년 교황 비오 9세에 의해 가톨릭 교구가 잉글랜드 땅에 다시 부활하였다. 잉글랜드의 로마 가톨릭 신앙은 아일랜드 이민들의 이주 및 노동운동과도 관련이 있다. 잉글랜드에서는 아일랜드 이민들이 로마 가톨릭 신자들이었고, 숙련노동자들인 잉글랜드 노동자들과 달리 미숙련 노동자들이기 때문에 임금이 낮고, 건강권을 침해받는 노동을 하였다. 당연히 이들 아일랜드 이민들은 로마 가톨릭 신앙으로서 단결하였고, 노동조합 활동으로써 잉글랜드 자본가들의 착취에 대항하는 계급투쟁을 하였다.(에드워드 파머 톰슨 지음, 노서경 외, 《영국 노동계급의 형성(상)》, 창비 참조)
2001년 영국 인구조사에서 잉글랜드와 웨일스 지역에 사는 시민들 중에서 약 8%인 420만 명이 가톨릭 신자가 되었다고 한다. 백 년 전인 1901년에는 전체 인구의 약 4.8%만이 가톨릭 신자였었다. 가톨릭 신자의 백분율은 1981년 인구 조사에서 8.7%로 가장 높았으며, 2009년 입소스 모리 조사에서는 잉글랜드와 웨일스 내 가톨릭 신자가 전체 인구의 9.6%, 즉 520만 명으로 밝혀졌다.

## 같이 보기
- 잉글랜드와 웨일스의 로마 가톨릭 교구 목록